# Tịnh Minh Đạo
Tịnh Minh Trung Hiếu Đạo (gọi tắt là Tịnh Minh Đạo) là một giáo phái của Đạo giáo, hưng khởi ở Nam Xương Tây Sơn, vào giữa đời nhà Tống và nhà Nguyên, thờ Hứa Tôn (239-?) làm tổ sư. Thực chất Tịnh Minh Đạo là bắt nguồn từ phái Linh Bảo còn Hứa Tôn là dòng dõi thế gia thời Ngụy Tấn, năm Thái Khang nguyên niên (280) đời Tây Tấn (vua Vũ Đế tức Tư Mã Viêm) nhậm chức huyện lệnh ở huyện Tịnh Dương quận Thục, sau từ quan đi ở ẩn, rồi lấy Nam Xương Tây Sơn làm trung tâm truyền đạo.